# Ihor Krywycz
Ihor Jurijowycz Krywycz (ukr. Ігор Юрійович Кривич; ur. 14 grudnia 1978 w Charkowie) – ukraiński koszykarz, występujący na pozycji rzucającego obrońcy lub niskiego skrzydłowego, reprezentant kraju.
Jego brat bliźniak – Rostysław był także koszykarzem.

## Osiągnięcia
Stan na 30 kwietnia 2022, na podstawie, o ile nie zaznaczono inaczej.

### Drużynowe
- Wicemistrz Ukrainy (2009)
- Brązowy medalista mistrzostw Ukrainy (2011)
- Uczestnik rozgrywek międzynarodowych EuroChallenge (2008/2009)

### Reprezentacja
Seniorska
- Uczestnik mistrzostw Europy (2005 – 13. miejsce)[3]

Młodzieżowa
- Wicemistrz uniwersjady (2005)